# Paniutycze
Paniutycze (biał. Панюцічы, Paniuciczy; ros. Панютичи, Paniuticzi) – wieś na Białorusi, w obwodzie mińskim, w rejonie nieświeskim, w sielsowiecie Snów.

## Historia
W XIX i w początkach XX w. wieś i folwark położone w Rosji, w guberni mińskiej, w powiecie nowogródzkim, w gminie Snów.
W dwudziestoleciu międzywojennym wieś leżąca w Polsce, w województwie nowogródzkim, w powiecie nieświeskim, w gminie Snów. W 1921 miejscowość liczyła 302 mieszkańców, zamieszkałych w 48 budynkach, w tym 291 Białorusinów i 11 Polaków. 300 mieszkańców było wyznania prawosławnego i 2 rzymskokatolickiego.
Po II wojnie światowej w granicach Związku Sowieckiego. Od 1991 w niepodległej Białorusi.